# Escot (indumentària)

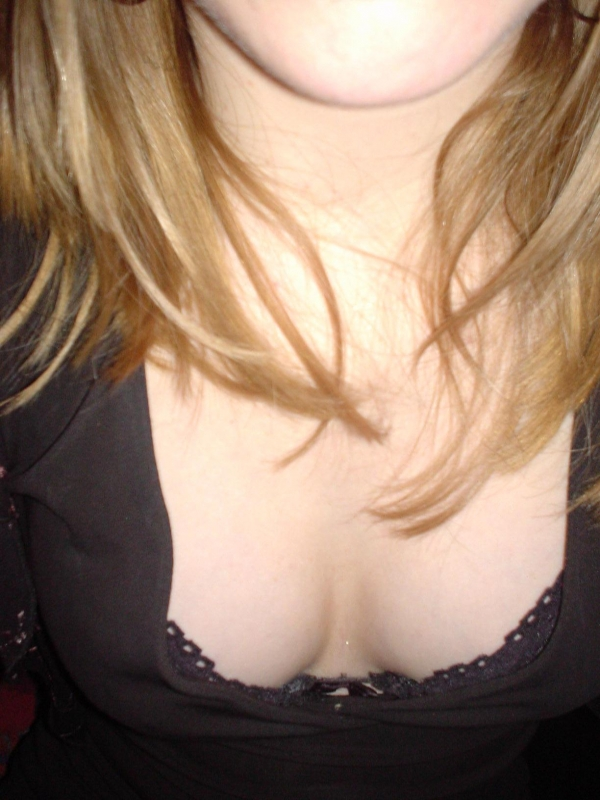
Escot.

L'escot i escotadura (castellanismes) o escolladura és el tall d'una peça de roba (estretament emparentat amb el coll) que deixa part del cos al descobert. És habitual referir-s'hi sobretot a l'escotadura que deixa exposat part del pit d'una dona. Per extensió, també és habitual anomenar escot aquesta regió del cos femení, entorn del solc. No obstant això, una peça de roba també pot tenir escot d'esquena i, a vegades, s'anomena escot el tall de sisa (sota el braç), per analogia.
Entre els tipus més habituals d'escot, aplicats a bruses, vestits, jerseis, etc., hi ha els següents:
- escot imperi (o escot barca);
- escot en cor;
- escot drapejat;
- escot en punta;
- escot profund.

## Curiositats
Al Regne Unit i a Sud-àfrica, la marca de sostenidors Wonderbra ha declarat el primer divendres d'abril com a Dia Nacional de l'Escot.